# Montserrat Viñas i Santos
Montserrat Viñas i Santos (Tiana, Maresme, 1942) és una monja benedictina catalana.
Montserrat Viñas, va entrar al Monestir de Sant Benet de Montserrat amb 19 anys, i es convertí en la seva abadessa l'any 1995, substituint a Cecília Boqué Dalmau en el càrrec. I es mantingué com a abadessa fins a l'any 2015, en que fou substituïda per Maria del Mar Albajar i Viñas. Quan encara era novícia, juntament amb la germana Regina Goberna, impulsaren la creació d'un taller de ceràmica artística, que acabaria esdevenint un referent en l'art ceràmic.